# Zidurile, Dâmbovița
Zidurile este un sat în comuna Odobești din județul Dâmbovița, Muntenia, România. Numele localitatii provine de la zidurile Palatului brancovenesc, din localitatea Potlogi care delimitau satul si de la zidarii care au lucrat la construirea palatului. .
 Acest articol despre o localitate din județul Dâmbovița este deocamdată un ciot. Puteți ajuta Wikipedia prin completarea lui.